# Shinobu Ota
Shinobu Ota (太田 忍, Ōta Shinobu, Gonohe, 28 de dezembro de 1993) é um lutador do estilo greco-romana japonês.

## Carreira
Ganhou a medalha de prata nos Jogos Olímpicos de Verão de 2016. Na sua luta de estreia, Ota aplicou um golpe contra o seu adversário, empurrando-o para fora da área de competição, o iraniano Hamid Sourian campeão olimpíco, que acabou caindo sobre os monitores da arena. Perdeu a final para o cubano Ismael Borrero.